# Salcedia utetea
Salcedia utetea (лат.) — вид жуков-жужелиц из подсемейства скариты (Scaritinae, триба Salcediini).

## Распространение
Африка, Танзания, Utete.

## Описание
Мелкие жужелицы. Длина тела около 3 мм, ширина около 1 мм. От близких видов отличается средними размерами, продолговатыми очертаниями надкрылий с максимальной шириной в середине и переднеспинкой с полными внутренними и наружными боковыми килями. Псевдохумерус имеет прямоугольную форму с выступающим в сторону зубом. Антенномеры удлиненные. От схожего вида Salcedia nigeriensis отличается по боковому краю переднеспинки с десятью бугорками и полным набором килей на диске. Кроме того, в отличие от S. nigeriensis, боковой край надкрылья гладкий. Тело овальное удлинённое, основная окраска серая и землистая. Голова и переднеспинка вентрально с каналом для вложения усиков. Переднеспинка с двумя заметно приподнятыми продольными килями посередине. Надкрылья с несколькими продольными острыми килями. Голени килевидные. Голова, переднеспинка и задняя часть тела плотно и точно соединяются в положении покоя, защищая межсегментные связи.

## Таксономия
Вид был впервые описан в 2020 году швейцарским колеоптерологом Michael Balkenohl (Naturhistorisches Museum Bern, Берн, Швейцария). Видовое название дано по месту обнаружения в регионе Utete (Танзания).